# Emissività
La emissività di un materiale (di solito indicata con {\displaystyle \varepsilon }) è la frazione di energia irraggiata da quel materiale rispetto all'energia irraggiata da un corpo nero che sia alla stessa temperatura. È una misura della capacità di un materiale di irraggiare energia. Un vero corpo nero avrebbe un {\displaystyle \varepsilon =1} mentre qualunque oggetto reale ha {\displaystyle 0<\varepsilon <1} (corpo grigio).

## Caratteristiche

L'andamento delle curve di Planck per il corpo nero. In ascissa la lunghezza d'onda, in ordinata l'intensità della radiazione.

L'emissività dipende da fattori quali la temperatura, l'angolo di emissione, la lunghezza d'onda e la finitura superficiale del corpo osservato. In generale i metalli hanno emissività piuttosto bassa e crescente con la temperatura, mentre i non metalli (in cui vanno inclusi anche gli ossidi metallici) hanno emissività relativamente elevata e decrescente al crescere della temperatura. Con finitura superficiale si intende sia la rugosità della superficie (valore medio, forma e direzione delle asperità) del corpo che l'eventuale presenza di inclusioni estranee o zone chimicamente o fisicamente alterate. Una rugosità elevata e senza direzioni preferenziali aumenta l'emissività e la rende meno sensibile a variazioni di angolo di emissione. Ne consegue che non è sempre possibile stabilire univocamente l'emissività di un corpo: nel caso ci siano forti variazioni risulta più corretto parlare di emittanza in un dato punto, in una certa direzione, a una certa temperatura e a una data lunghezza d'onda.
Comunque una tipica semplificazione ingegneristica è di considerare che per una stessa superficie l'emissività e il coefficiente di assorbimento non dipendano dalla lunghezza d'onda, così che l'emissività sia una costante. Questa è nota come ipotesi del corpo grigio. Quando si trattano superfici non nere le deviazioni dal comportamento di un corpo nero ideale sono determinate sia dalla struttura geometrica sia dalla composizione chimica, e seguono il principio per cui l'emissività uguaglia il coefficiente di assorbimento (principio conosciuto anche come Legge di Kirchhoff): in questo modo un oggetto che non assorbe tutta la luce incidente emetterà anche meno radiazione rispetto a un corpo nero.